# Apollinaris Mons
Apollinaris Mons, parfois appelé Apollinaris Patera bien que ce nom ne se réfère stricto sensu qu'à sa caldeira sommitale, est un volcan situé sur la planète Mars par 9,3° S et 174,4° E dans le quadrangle d'Aeolis (MC-23), à la frontière géologique matérialisant la dichotomie crustale martienne. Large de 295 km, il culmine à un peu plus de 3 000 m d'altitude au-dessus du niveau de référence martien et d'environ 5 500 m au-dessus d'Elysium Planitia. Ce volcan possède une caldeira à deux niveaux d'environ 85 km de diamètre et de l'ordre de 1 500 m de profondeur.

## Géographie et géologie
Apollinaris Mons se trouve à l'extrémité sud-est d'Elysium Planitia, dans l'hémisphère sud. Il fait face au cratère Gusev et au cratère de Vaucouleurs, et est en contact avec Zephyria Mensae, Apollinaris Sulci et surtout Lucus Planum, qui fait partie de la formation de Medusae Fossae. Il appartient à l'ensemble volcanique d'Elysium, dont les trois autres volcans majeurs se trouvent cependant bien plus loin au nord-ouest, de l'autre côté de la région : Elysium Mons, le principal d'entre eux, avec, au nord nord-est, Hecates Tholus et, au sud-est, Albor Tholus.
C'est un volcan très ancien, formé au Noachien il y a au moins 3,8 milliards d'années — peut-être même 4 milliards d'années — et dont l'activité ne s'est pas prolongée au-delà du début de l'Hespérien, cessant au plus tard il y a 3,6 milliards d'années.

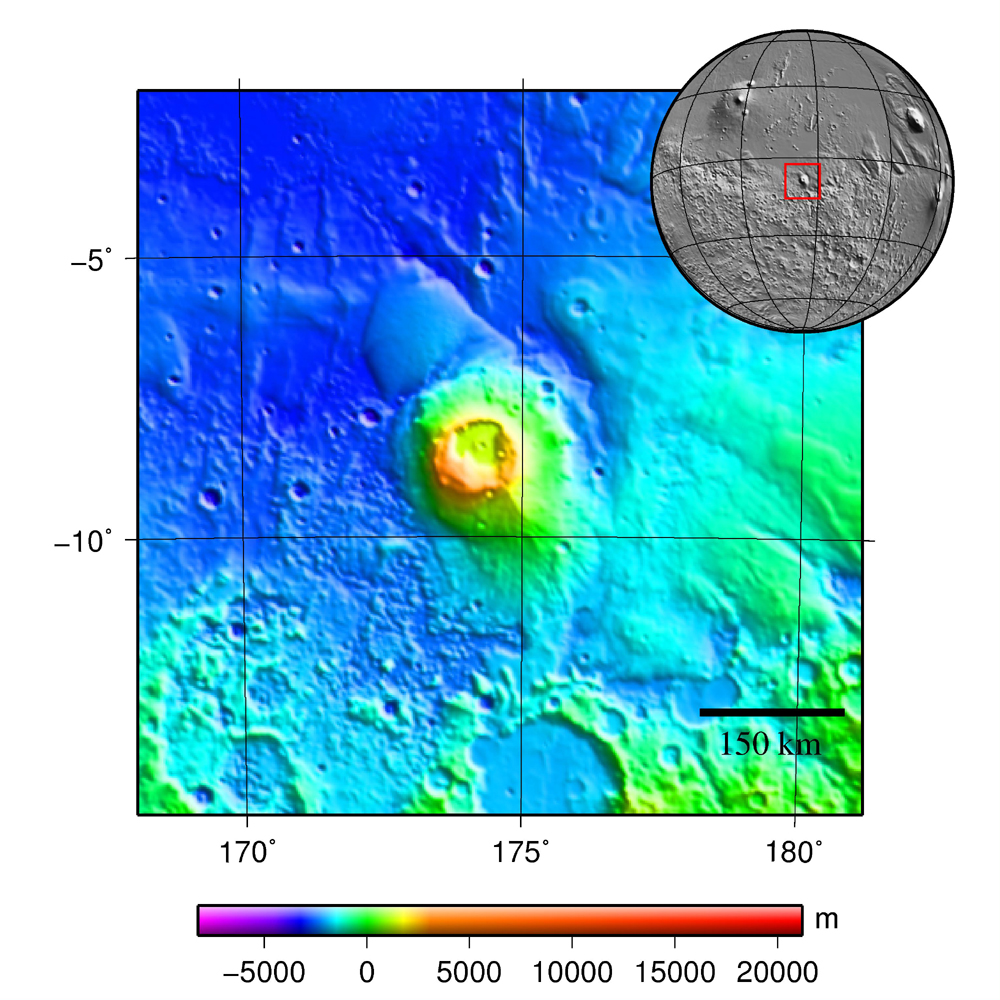
Topographie d'Apollinaris Mons par le MOLA.

Il semble s'agir d'un stratovolcan dont la très vaste caldeira résulterait d'une éruption plinienne.